# Sentido dos ponteiros do relógio

Sentido dos ponteiros do relógio.

Sentido contrário aos ponteiros do relógio.

O sentido dos ponteiros do relógio ou sentido horário, que no Inglês se abrevia como CW de Clockwise, é o movimento circular de rotação num plano, que se desenvolve no topo do círculo para a direita, a seguir para baixo e depois para a esquerda, retomando o ponto original no topo. O movimento contrário, que vai no sentido oposto ao descrito, é o sentido contrário aos ponteiros do relógio ou sentido anti-horário, que no Inglês se abrevia como CCW de Counterclockwise. Diz-se ainda que o sentido dos ponteiros do relógio é o "sentido negativo" e o sentido contrário aos ponteiros do relógio é o "sentido positivo".

## Expressões equivalentes
O sentido dos ponteiros do relógio também é chamado de sentido horário, antitrigonométrico, destro, ou dextrógiro. O sentido contrário também é conhecido como anti-horário, trigonométrico,  sinistro, sinistrógiro ou levógiro. 

## Matemática

### Formação
No ponto de vista da matemática, este movimento corresponde a um círculo desenhado de modo paramétrico num sistema de coordenadas cartesiano positivo, pelas equações trigonométricas x = sen t e y = cos t, em que a direcção segue no sentido dos ponteiros do relógio, tal como descrito acima, enquanto o valor de t aumentar, e segue no sentido contrário aos ponteiros do relógio enquanto o valor de t diminuir.

### Nomenclatura
Na trigonometria e nas matemáticas em geral, é costume medir os ângulos de um plano no sentido contrário aos ponteiros do relógio (sentido anti-horário). A geometria descritiva usa a expressão, aparentemente contraditória, sentido retrógrado, para referir, por exemplo, a rotação, no sentido horário, de uma semirreta em torno de um ponto,  no qual se abre um ângulo. O sentido anti-horário (contrário ao do movimento dos ponteiros do relógio) é também chamado sentido directo, embora isto pareça uma contradição nos termos.

## Origem da expressão

### Direção relativa
A expressão que se usa para designar o sentido deste movimento circular, teve origem na direção do movimento que o Sol desenha no céu do hemisfério norte. De facto, só é possível afirmar que um movimento segue o sentido dos ponteiros do relógio, quando se determina o lado do plano em relação ao qual se observa a rotação desse movimento. Por exemplo, a rotação diária da Terra gira no sentido dos ponteiros do relógio quando é observada no lado do plano que está voltado para o Polo Sul, e gira no sentido contrário aos ponteiros do relógio quando observada no lado do plano que está voltado para o Polo Norte. Sendo assim, quando um observador no hemisfério sul, como por exemplo, na cidade do Rio de Janeiro, segue o movimento do Sol voltado para norte, a direção da sua cabeça vai rodar da direita para a esquerda, no sentido contrário aos ponteiros do relógio, e a sombra que se projeta da sua cabeça para sul no chão atrás de si, vai rodar da esquerda para a direita, no sentido contrário aos ponteiros do relógio.

### Relógio de sol
A origem desta expressão remonta à época em que se usava o relógio de sol, cujo ponteiro era a sombra do gnómon projetada pelo Sol no mostrador. O primeiro relógio de sol de que se tem notícia nos achados arqueológicos, foi encontrado em Knowth e pertence à Irlanda de 5000 a.C.. Outros relógios de sol muito antigos podem ser encontrados nos despojos do Antigo Egito, obeliscos de 3500 a.C., e da Babilónia, relógios de 1500 a.C.. Para um relógio de sol horizontal funcionar no hemisfério norte, é preciso tê-lo voltado para sul de modo a que a sombra do gnómon se projecte para norte. Enquanto o Sol descreve a sua trajetória no céu da direita para a esquerda, de este a sul e de sul a oeste, nascente/poente, a sombra movimenta-se no mesmo sentido de rotação, da direita para a esquerda, de oeste a norte e de norte a este, poente/nascente. Logo, as horas eram desenhadas no mostrador a crescer neste sentido da rotação, e é por isto que ainda hoje são desenhadas assim. Como o relógio de sol foi inventado no hemisfério norte, seguiu-se a direção do movimento da sua sombra para determinar o sentido crescente, o sentido dos ponteiros do relógio.

Relógio de sol equatorial numa latitude próxima de Aberdeen ou Gotemburgo.

### Outras fontes
Mas isto não é assim tão óbvio, pois o sentido dos ponteiros do relógio também dependeu dos valores culturais de cada povo. Povos de cultura semita, como é o caso dos árabes e dos hebreus, que foram tão influentes no desenvolvimento da atual cultura mundial, em vez de escreverem da esquerda para a direita escrevem da direita para a esquerda, e isso foi decisivo na representação das horas num relógio, tal como ainda é na sua apreensão perceptiva. Como resultado disto, podem encontrar-se relógios que funcionam no sentido contrário aos ponteiros do relógio, em algumas sinagogas de bairros hebreus na Europa, como é o caso flagrante de um antigo edifício no quarteirão judeu de Josefov em Praga.

## Ligações internas
- Relógio
- Relógio de sol
- Dextrogiro
- Levogiro